# Damixa
FM Mattsson Mora Group Danmark ApS, tidligere Damixa ApS, er en svenskejet odensiansk virksomhed der producerer armaturer under varemærket Damixa.
Damixa fører deres historie tilbage til 1932 med virksomheden Smith & Co., der oprindeligt producerede reservedele til motorcykler.
Frem til 2004 var firmaet et aktieselskab under navnet Damixa A/S. 
Det år skiftede det til at være et anpartselskab. 
I 2015 blev navnet ændret til FM Mattsson Mora Group Danmark ApS.
Virksomheden holder til på Hvidkærvej i den sydvestlige del af Odense.
Administrerende direktør er Henrik Guldager Egelund.